# Brioche tressée à la noisette
Pour les articles homonymes, voir Brioche.
Une brioche tressée à la noisette ou nusszopf (en allemand) est un gâteau-brioche fourré à l'amande et à la noisette, spécialité culinaire traditionnelle des cuisines autrichienne et allemande, également répandue en Europe centrale et Europe germanique.

## Description

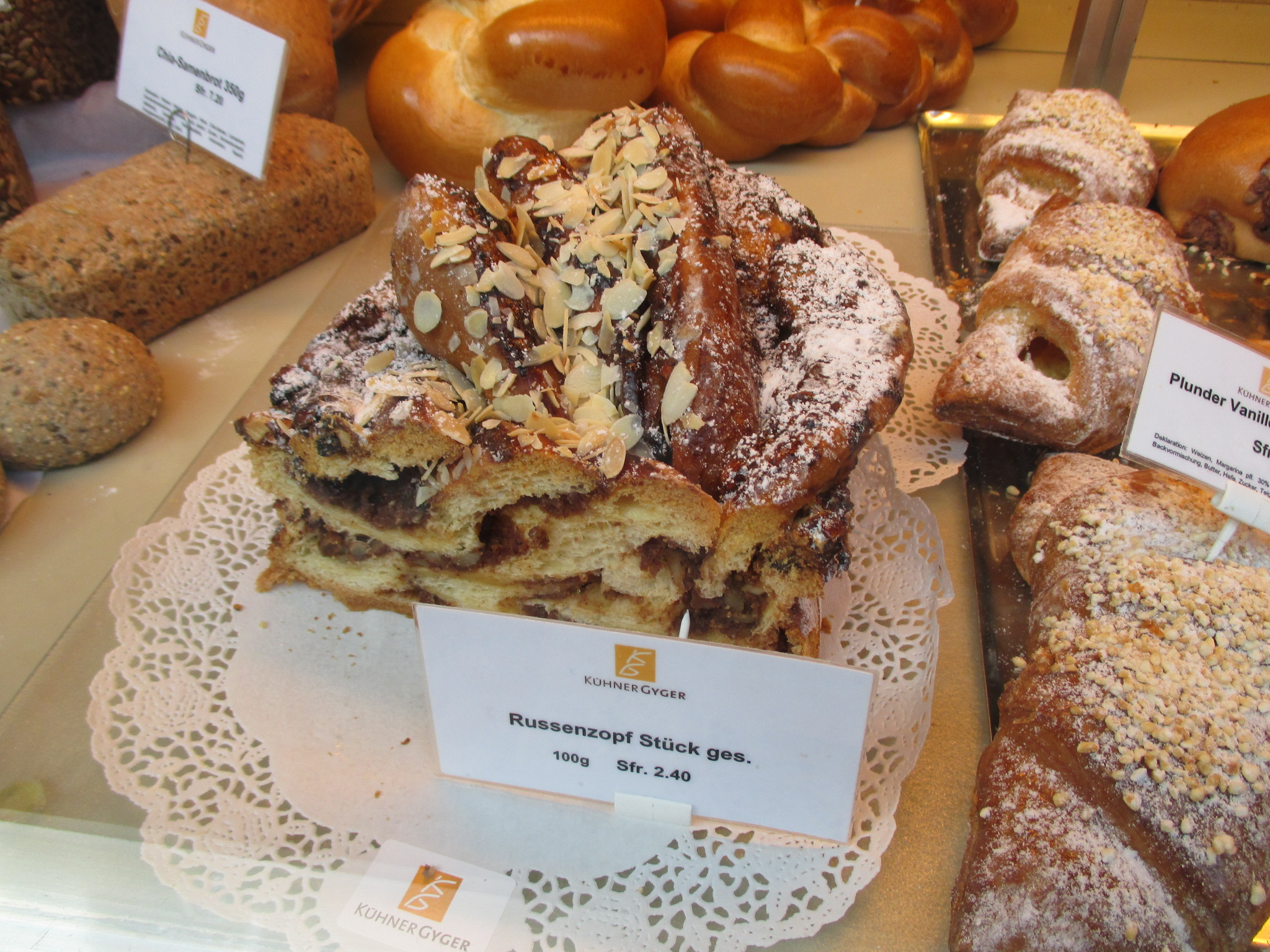

La brioche tressée à la noisette (nusszopf) est une variante des brioche, tresse au beurre, Hefekranz et strudel de la viennoiserie autrichienne,,.